# Venera 9
Venera 9 (ru. Венера-9) (oznaka proizvođača: 4V-1 No. 660) je bila sovjetska svemirska letjelica za istraživanje Venere. Sastojala se od orbitera i landera. Lansirana je 8. lipnja 1975. u 02:38:00 UTC te je imala masu od 4 936 kilograma. Orbiter je bila prva svemirska letjelica koja je orbitirala Veneru, dok je lander bio prva koja je uzvratila fotografije površine drugog planeta.

## Orbiter
Orbiter se sastojao od cilindra s dva krila od solarnih ploča i uskovalne parabolične HGA antene pričvršćene na zakrivljenu površinu. Jedinica oblika zvona koja je sadržavala pogonske sustave je bila pričvršćena na dno cilindra, a postavljena na vrh je bila kapsula promjera 2.4 metra koja je sadržavala lander.
Orbiter je ušao u orbitu Venere 20. listopada 1975. godine. Njegova misija je bila da djeluje kao komunikacijski relej landera te da istraži slojeve oblaka i atmosferske parametre s nekoliko instrumenata i eksperimenata. Izveo je 17 mjerenja od 26. listopada do 25. prosinca 1975.

### Popis instrumenata i eksperimenata orbitera
- 1.6-2.8 μm IR spektrometar
- 8-28 μm IR radiometar
- 352 nm UV fotometar
- Dva foto-polarimetra (335-800 nm)
- 300-800 nm spektrometar
- Lyman-α H/D spektrometar
- Bistatička radarska kartografija
- CM, DM radio okultacija
- Troosni magnetometar
- 345-380 nm UV kamera
- 355-445 nm kamera
- Šest elektrostatičkih analizatora
- Dvije modulacijske ionske zamke
- Nisko-energetski detektor protona/alfa-zraka
- Nisko-energetski detektor elektrona
- Tri poluvodička brojača
- Dva plinska brojača
- Čerenkov detektor

## Lander
20. listopada 1975. se lander odvojio od orbitera te je slijetanje izvedeno uz Sunčevu svjetlost pored zenita u 05:13 UTC 22. listopada. Venera 9 je sletjela unutar radijusa od 150 km oko 1°0′36″ S, 291°38′24″ I, pored Beta Regija, na uzbrdici od 20° prekrivenom stijenama (pretpostavlja se da je to uzbrdica doline tektonskog procjepa, Aikhulu Chasma). Ulazna kapsula je težila 1 560 kg, a njen površinski teret 660 kg.
Bila je to prva sonda koja je odaslala fotografije površine drugog planeta. Sovjetski svemirski program je imao mnogo više uspjeha s landerima Venere nego s landerima Marsa, vjerojatno zato što je slijetanje na Veneru bilo mnogo lakše nego na Mars radi mnogo gušće atmosfere.
Sustav cirkulirajuće tekućine je korišten kako bi se rasporedilo toplinsko opterećenje. Taj sustav, uključujući i predhlađenje prije ulaska, je omogućio funkcioniranje landera 53 minute nakon slijetanja, nakon čega je radio veza s orbiterom izgubljena kako je orbiter izazio iz dometa. Tijekom spuštanja, toplinsko rasterećenje i smanjenje brzine je dosljedno postignuto zaštitnim hemisferskim omotačem, trima padobranima, kočnicom oblika diska koja iskorištava otpor zraka i stišljivim, metalnim sletnim podloškom oblika američke krafne. Mjesto slijetanja je oko 2 200 km udaljeno od mjesta slijetanja Venere 10.
Venera 9 je izmjerila oblake debljine 30-40 km s bazama na visini od 30 do 35 km. Također je izmjerila kemijski sastav atmosfere koji je sadržavao klorovodičnu kiselinu, fluorovodičnu kiselinu, brom i jod. Ostali rezultati mjerenja su pokazali da je površinski tlak od otprilike 90 atmosfera (9 MPa), površinska temperatura od 485°C te da su razine površinskog osvjetljenja usporedive s ljetnim oblačnim danom na Zemlji. Venera 9 je bila prva sonda koja je uzvratila crno-bijelu televizijsku sliku s Venerine površine koja je prikazivala sjene, nikakvu očiglednu prašinu u zraku i razno kamenje duljine 30 do 40 cm koje nije erodiralo. Planirana panorama od 360 stupnjeva nije mogla biti fotografirana zato što poklopci dviju kamera nisu uspjeli otpasti pa su time ograničili fotografije na 180 stupnjeva. Isti kvar se pojavio i na Veneri 10.

### Teret landera[4]
- Senzori temperature i pritiska
- Brzinomjer
- Vidljivi/IR fotometar - IOV-75
- Nefelometar povratnog raspršenja i više-kutni nefelometar - MNV-75
- P-11 Maseni spektrometar - MAV-75
- Panoramski telefotometri (dva, sa svjetiljkama)
- Anemometar - ISV-75
- Spektrometar gama-zraka - GS-12V
- Denzitometar gama-zraka - RP-75

## Obrada slika
Don P. Mitchell je nedavno naišao na originalne podatke Venerinog fotografiranja dok je istraživao sovjetski program Venera te rekonstruirao fotografije koristeći moderni softver za obradu podataka.

## Vanjske poveznice
- NASA: Istraživanje Sunčevog sustava - Venera 9  Arhivirana inačica izvorne stranice od 23. prosinca 2010. (Wayback Machine)
- RussianSpaceWeb.com: Venera 9 i 10